# Poço Branco
Poço Branco este un oraș în Rio Grande do Norte (RN), Brazilia.